# 유회 (도향후)
유회(劉恢, ? ~ ?)는 전한 말기의 제후로, 동평양왕의 아들이다.

## 행적
원시 원년(1년), 도향후(陶鄕侯)에 봉해졌다.
도향후 회 8년(8년), 작위가 박탈되었다.

## 출전
- 반고, 《한서》 권15하 왕자후표 下

| 전임 (첫 봉건) | 전한의 도향후 1년 2월 병진일 ~ 8년 | 후임 (전한 멸망) |